# والتر آبیش
والتر آبیش (انگلیسی: Walter Abish؛ زادهٔ ۲۴ دسامبر ۱۹۳۱ – ۲۸ مهٔ ۲۰۲۲) پدیدآور اهل ایالات متحده آمریکا بود.
وی همچنین برندهٔ جوایزی همچون کمک‌هزینه گوگنهایم شده‌است.